# II. Skorpió
II. Skorpió (esetleg Skorpió király) az ókori Egyiptom korai korszakának egyik uralkodója volt. Személye csak a hierakónpoliszi templom úgynevezett nagy fogadalmi letétjéből ismert, ahol az egyik buzogányon lévő, névként funkcionáló hieroglif-jel utal rá. A skorpió rajza közvetlenül az uralkodó arca előtt lebeg, más kontextusban nincs a képpel, ezért nagy valószínűséggel feltehető, hogy a nevét kívánja jelképezni. Ugyanakkor a jel nincs szerehben, ami bizonytalanságra ad okot. A fogadalmi letétből ismert vele együtt Narmer neve is, ezért többen azonosítják a két személyt.
Kronológiai besorolása is kérdéses, néha a korai predinasztikus uralkodók, néha a 0. dinasztiának nevezett uralkodólista végén említik. Az Abüdosz mellett Umm el-Kaáb temetőben az U-j jelű sír I. Skorpióé, és a két személy azonossága is feltehető, mivel a Nehenből ismert Skorpióval nincs kapcsolatban más sírhely. Sokan a sírleletek alapján I. Skorpiót tekintik Nehen első igazi királyának.

## Skorpió király buzogánya
Nehen város (Hierakónpolisz) a predinasztikus Egyiptom fontos kultúrközpontja, talán az egész környék fővárosa volt. Itt található a Nílus-völgy első ismert temploma, amely az újbirodalom koráig, körülbelül i. e. 1475-ig működött. A templom alapja alatt még a templomot megelőző időkből is vannak edénymaradványok, ezért a hely ősi lakott jellege vitathatatlan.
Skorpió király buzogánya töredékes állapotban került elő a templomból. A buzogány valamilyen szertartást ábrázol, amelynek jellegét csak közvetett módon, magából a rajzból lehet megállapítani. Az uralkodó egy rögtörő kapával a kezében áll. Nem derül ki, hogy ezzel mit végez, uralkodói jellegéből adódóan bizonyosan rituális cselekményt. A későbbi párhuzamok alapján talán az uralkodói szakralitásból fakadó termékenységi rítusról van szó, a tavaszi első kapavágásról. Király voltára a felső-egyiptomi Fehér Korona (a hedzset) utal. Előtte egy port hintő alak, mögötte legyezőhordozók vannak, feje felett pedig hordozható jelvényekre (standard) nyakuknál fogva felaggatott bíbic madarak láthatók. Ez utóbbiak – a bíbic (rekit) másik jelentése miatt – legyőzött (köz)emberekre utalhatnak.
A buzogány alsó része hiányzik, egyesek szerint itt ugyanezt az uralkodót az alsó-egyiptomi Vörös Koronával ábrázolták.
|  |  |